# Marillufa

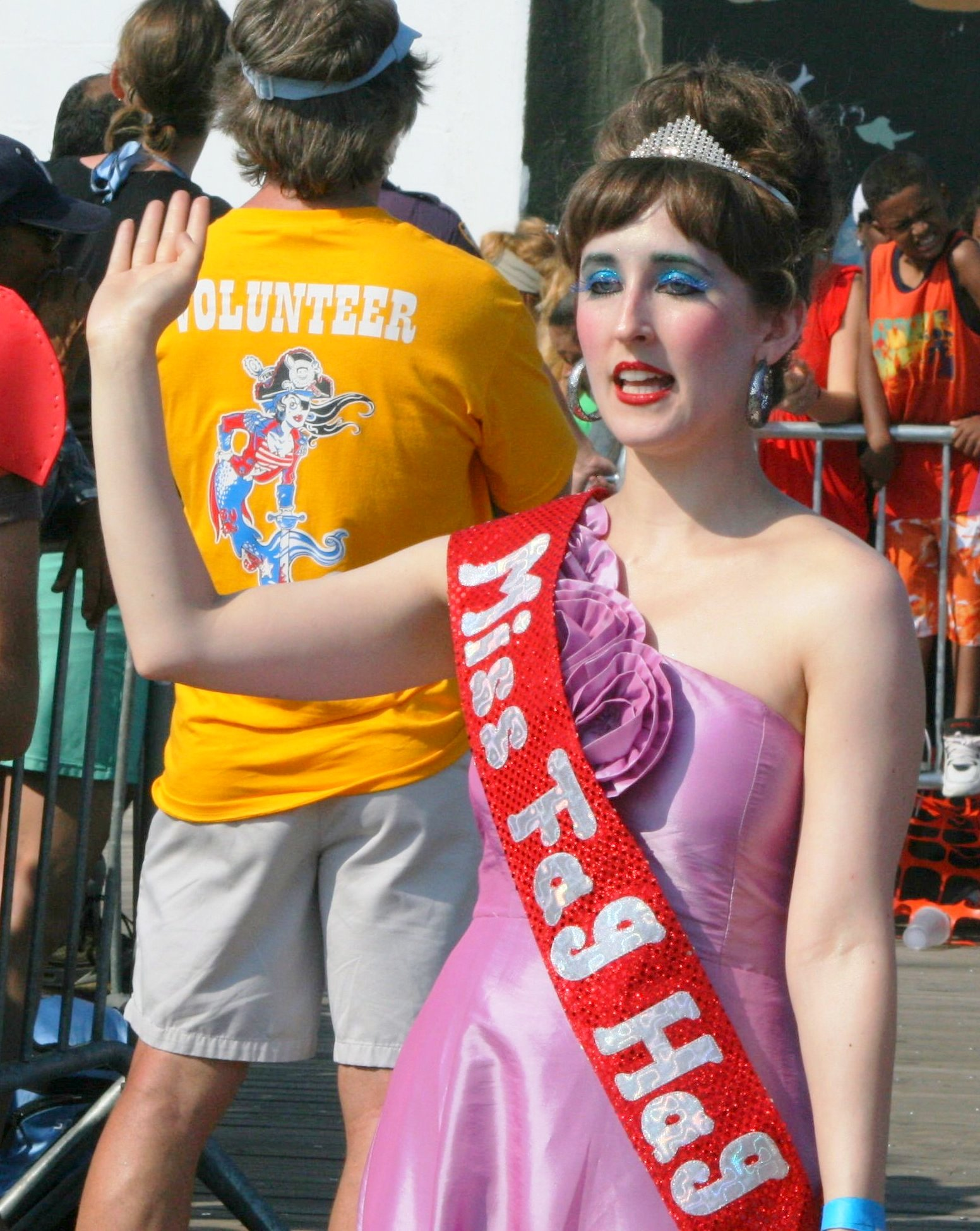
"Miss Fag Hag" de 2010 a la desfilada de la sirena de Coney Island.

Marillufa és una expressió que s'usa com a equivalent en català per a l'expressió fag hag, una frase de l'argot LGBT de l'idioma anglès que es refereix a una dona que s'associa principalment o exclusivament amb homes homosexuals i bisexuals. La frase es va originar en la cultura masculina gai als Estats Units com a insult, si bé això ha anat canviat amb el temps. Algunes dones que s'associen amb homes homosexuals s'oposen a ser dites així, mentre que d'altres abracen el terme. La contrapart masculina, per a homes que tenen relacions interpersonals similars amb homes homosexuals i bisexuals, és fag stag.

## Ús
Les dones sobre les quals s'usa aquest terme sovint són estereotipades com a dones extravertides que busquen un substitut de les relacions heterosexuals o que se senten atretes sexualment cap als homes gais, ja sigui en secret, ja sigui de manera pública. De fet, moltes dones que s'identifiquen com a Marillufes ja tenen relacions romàntiques, sigui amb homes heterosexuals o amb dones, però aprecien l'experiència alternativa de socialitzar amb homes homosexuals i poden preferir la cultura gai a la contrapart heterosexual.

## Termes relacionats
Els sinònims de fag hag als Estats Units inclouen mosca de la fruita, abella reina, rinxolets d'or, princesa fada, gabe (una combinació de "gai" i de la paraula anglesa "babe", "nena"), Tori (en honor de Tori Spelling i Tori Amos) i fada protectora, entre d'altres.
Per part seva, per als homes que tenen moltes amigues lesbianes s'usen els termes dutch boy, lesbro o dyke tyke.
Aquests termes es consideren com a pertanyents al fenomen del "hagisme", la inclinació d'una persona a un grup definit per la sexualitat o la identitat de gènere, encara que no comparteixin personalment aquesta identitat.

## En la cultura popular
El terme s'ha utilitzat sovint en l'entreteniment. La comedianta Margaret Cho ha escrit i parla regularment en les seves rutines d'stand-up sobre ser una fag hag. En un episodi de la comèdia de televisió del Regne Unit Gimme Gimme Gimme, el personatge de Tom es refereix al de Linda com una fag hag. La cantant anglesa Lily Allen va llançar una cançó anomenada "Fag Hag" en 2008 com el costat B de "The Fear".
El primer concurs anual de Miss Fag Hag va tenir lloc a la ciutat de Nova York el 17 de maig de 2009 a Comix, amb els jutges Caroline Rhea, Michael Musto, Hedda Lettuce i Katina Corrao. Heather Shields es va emportar el primer premi.